# Paradise (Montana)
Paradise – jednostka osadnicza w Stanach Zjednoczonych, w stanie Montana, w hrabstwie Sanders.